# KFC (restaurant)
KFC Corporation (opgericht en ook bekend als: Kentucky Fried Chicken) is een fastfoodketen die kipproducten verkoopt en werkt volgens het franchise-model.
KFC Corporation is gevestigd in Louisville, Kentucky, Verenigde Staten, en de franchisefirma is opgericht door Harland Sanders, beter bekend onder de naam Colonel Sanders in 1952 onder de naam Kentucky Fried Chicken. Sanders, overleden in 1980, is een blijvend onderdeel van het imago van het bedrijf, dat afbeeldingen van Colonel Sanders gebruikt in logo's en advertenties.
Het bedrijf is inmiddels een onderdeel van Yum! Brands, dat met onder meer KFC, Pizza Hut en Taco Bell het grootste fastfoodbedrijf ter wereld is. KFC is de grootste fried chicken-keten ter wereld, en ook een van de grootste fastfoodketens.

## Geschiedenis

### De eerste drie decennia

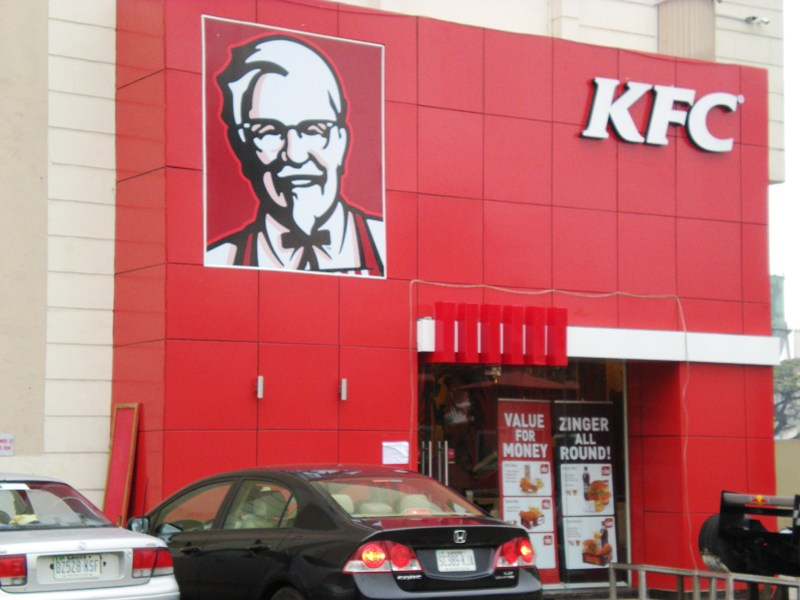
KFC in Lagos, Nigeria.

In 1930 serveerde Sanders zijn eerste kipgerechten in een tankstation in North Corbin, Kentucky. Het restaurant heette toen Sanders Court & Café. Vanwege zijn succesvolle formule en bijdrage aan het culinaire imago van de staat eerde de toenmalige gouverneur van de staat hem met de eretitel Colonel Kentucky. In de jaren erna breidde Sanders het aantal zitplaatsen in zijn restaurant uit tot 142 en kocht een motel aan de andere kant van de straat. Ondertussen werkte hij ook aan het recept, met als doel om de bereidingstijd, die indertijd 30 minuten duurde, te verkorten. De receptuur die hij in 1940 ontwikkelde werd uiteindelijk bekend als Original Recipe. Met dat product reisde hij vervolgens door het land op zoek naar restauranteigenaars om het van hem af te nemen. De eerste die interesse toonde was Peter Harman, in South Salt Lake, Utah, en samen openden ze in 1952 de eerste Kentucky Fried Chicken vestiging. Hierna ging het snel en begin jaren 60 van de twintigste eeuw waren er 600 vestigingen in de VS.

### Eigendom
In 1964 verkocht Sanders zijn aandelen voor $2 miljoen. Sindsdien is de keten drie keer doorverkocht: aan Heublein in 1971, aan R.J. Reynolds in 1982 en, meest recent aan PepsiCo in 1986, die het onderdeel maakte van de divisie Tricon Global Restaurants, die in 1997 werd afgestoten en nu is hernoemd in Yum! Brands.

## KFC in de wereld

Landen waarin KFC restaurants heeft

Na de eerste successen in de VS heeft het bedrijf zich uitgebreid en het beheert, anno 2021, circa 27.000 vestigingen in 149 landen.

### KFC in België
KFC maakte in december 2018 bekend dat het filialen in België zal vestigen. Het eerste restaurant is op 5 juni 2019 geopend in het Noordstation van Brussel. Anno 2024 telt KFC 17 vestigingen in België. Op termijn zouden er 150 vestigingen komen.

### KFC in Nederland
Er zijn anno 2024 92 vestigingen van KFC in Nederland. Het hoofdkantoor van KFC in Nederland is gevestigd in Amsterdam-Zuidoost. Het eerste Nederlandse KFC-restaurant werd geopend in Rotterdam in 1972. Er is ook een vestiging op Bonaire in Caribisch Nederland en meerdere op Aruba en Curaçao.

### KFC in Suriname
In 1996 was KFC, naar eigen zeggen, het eerste fastfoodrestaurant dat zijn deuren opende in Suriname.

## Product

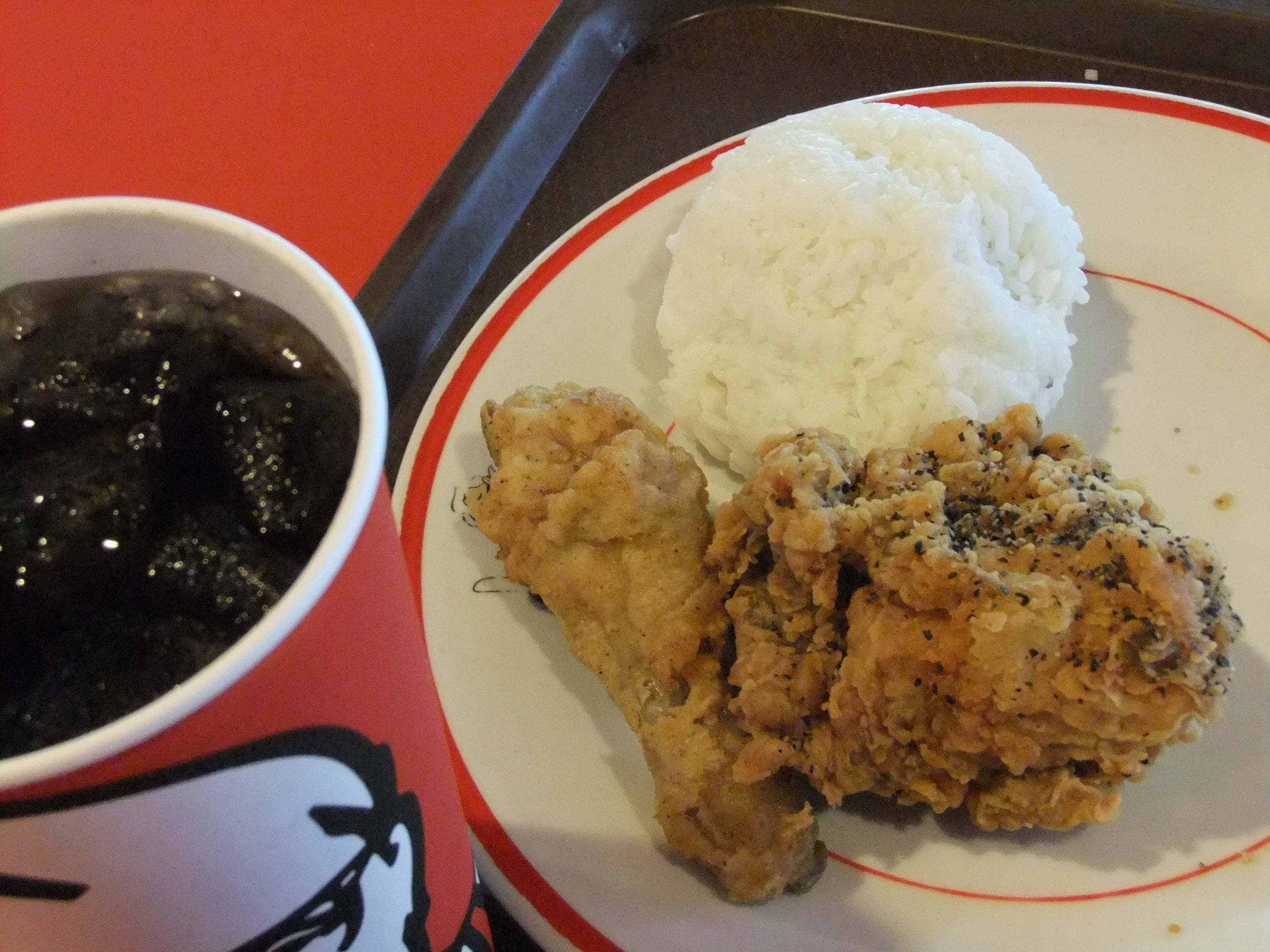
De kip van KFC.

KFC verkoopt kipproducten die volgens een speciaal bedrijfsrecept worden bereid. Onderdeel van het bereidingsproces is dat het frituren onder druk gebeurt waardoor de bereidingstijd wordt verkort. Naast het hoofdproduct, kip met een krokant korstje, serveert KFC andere gerechten zoals salades, kipburgers, patat, wraps, diverse non-alcoholische dranken en desserts. Verder is er in verschillende landen een lokaal assortiment beschikbaar, zoals kebab, sandwiches, tortilla's en koekjes. Daarnaast worden er in de 21ste eeuw op sommige locaties ook rund-, varken- en visproducten uitgeprobeerd.

### Inrichting
KFC positioneert zich als de meeste fastfoodrestaurants met een standaard interieur. Bij KFC overheersen de kleuren rood en wit. Er is een balie met een rij kassa's waar bezoekers hun bestelling plaatsen en deze meestal binnen een paar minuten meekrijgen. De eetruimte, vaak verspreid over meer verdiepingen, is helverlicht en voorzien van tv-schermen waarop een gesloten tv-programmering met videoclips, informatie en commercials draait.

### Positionering
Binnen Yum! Brands is KFC een van de sleutelmerken en wordt de formule verfijnd. Zo wordt er naast productontwikkeling ook geëxperimenteerd met spin-offs van KFC met een licht afwijkend aanbod. De naam is sinds ongeveer 1995 wereldwijd geleidelijk veranderd van Kentucky Fried Chicken in KFC. Daarnaast heeft Yum! Brands op veel plaatsen de combi-restaurants geopend van KFC met een of meer van de andere formules uit de keten, als Taco Bell, Pizza Hut etc. Ongewijzigd, anno 2013, is het gebruik van de Colonel in het beeldmerk, en de kleuren rood en wit.

### Campagne van PETA

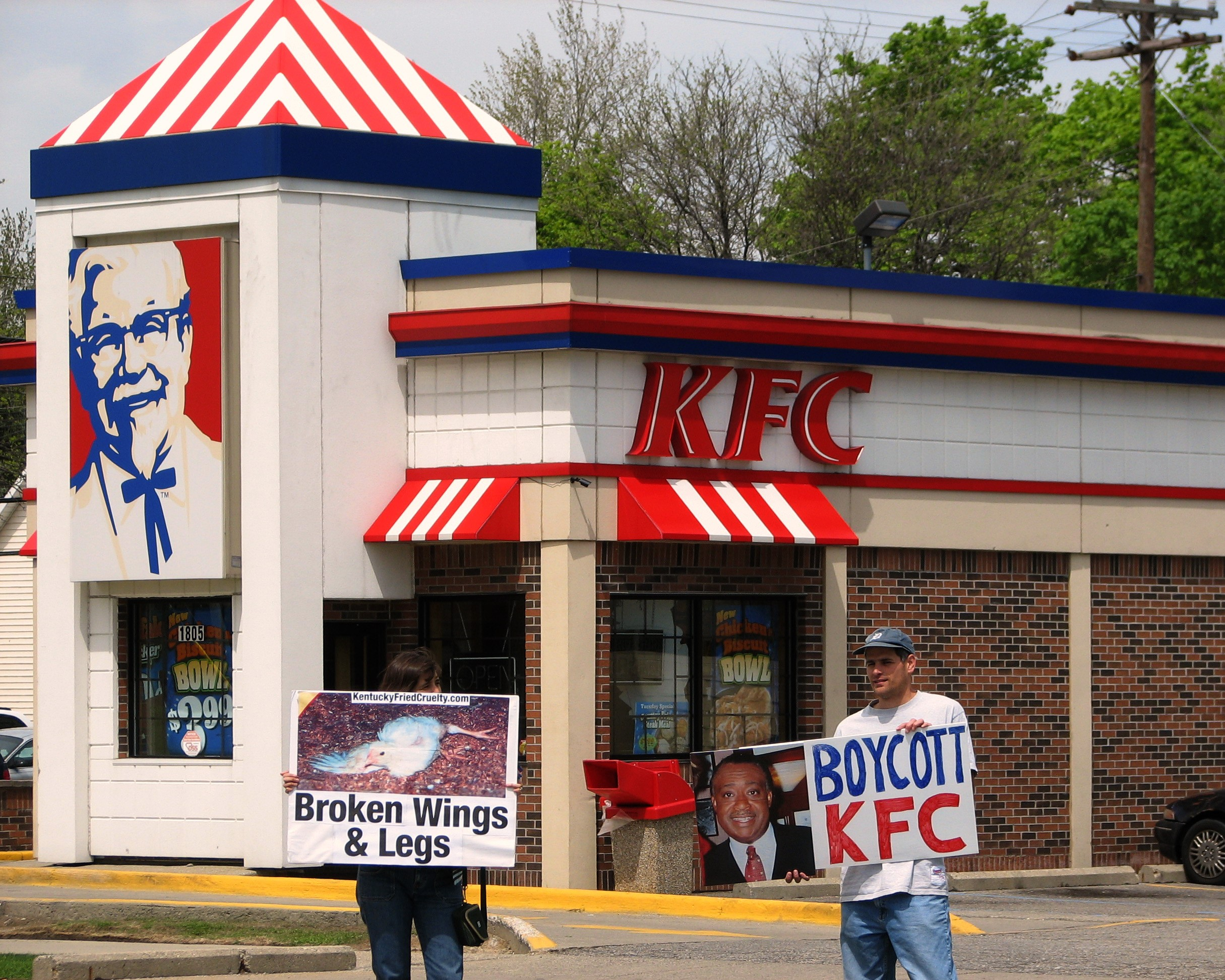
Protestactie bij een KFC

Het bedrijf wordt bekritiseerd doordierenrechtenorganisatie PETA, die beweert dat de leveranciers van KFC kippen onethisch behandelen, onder meer door ze met te veel in te kleine ruimtes te houden, onhygiënisch te behandelen, stervende dieren met antibiotica in leven te houden, en ze levend te koken. Als bewijs wijst PETA op verschillende video's met beelden uit kippenboerderijen van KFC-leveranciers. Deze video's zijn op PETA's Kentucky Fried Cruelty-website te bekijken (zie de externe links), de site waarop Colonel Sanders wordt gezien als een bloeddorstige kippenmishandelaar. In die video's ziet men dat kippen in elkaar worden geslagen, uit elkaar worden getrokken, en tegen de muur worden aangegooid. In het logo van de site is Sanders (met duivelshoorns en boosaardig kijkend) te zien met een gemartelde kip in zijn hand, en zijn er ook veel plaatjes waar Sanders kippen martelt. Hier is ook bloed te zien en blauwe plekken.
In januari 2003 ontkende KFC de aanklachten van PETA. In maart van datzelfde jaar kondigde KFC wel aan een PETA-voorstel te willen aannemen dat zou moeten leiden tot een verbetering van de leefomstandigheden van kippen. PETA beweert echter dat ondanks deze toezegging niets is veranderd. Op een Nederlandstalige poster meldde Kentucky Fried Chicken op te letten dat de kippen op een goede manier worden gedood, PETA denkt daar dus anders over.

#### Super Chick Sisters
Eind 2007 maakte PETA een spel genaamd Super Chick Sisters, gebaseerd op Super Mario Bros. In dit spel kan men kiezen om als Nugget of Chickette te spelen. Deze twee kuikens hebben ook de hoedjes van Mario en Luigi, die van Nugget is rood met een "N" erin in plaats van een "M", en die van Chickette is lichtgroen met een "C" erin in plaats van een "L". Het doel van het spel is om Pamela Anderson, die in dit spel een prinses is en waarschijnlijk net zo'n rol heeft als Princess Peach, te bevrijden bij KFC's oprichter Colonel Sanders, die in dit spel de hoofdschurk en een kippenmartelaar is. Als men op het eind tegen hem moet vechten draagt hij een masker van Bowser. In dit spelletje komen ook de Mario-karakters Mario, Luigi en Toad voor. In 2010 is er een vervolg gekomen met de naam New Super Chick Sisters, hierin is Ronald McDonald de hoofdschurk. Met deze spelletjes hoopt PETA dat kinderen zich bewust worden van de leefomstandigheden van de dieren die in de fastfoodindustrie worden verwerkt, en dat ze gaan nadenken over het eten van vlees in het algemeen, en bij fastfoodketens als KFC in het bijzonder.

### Andere campagnes
- Naast PETA is ook Greenpeace Amerika tegen KFC. Greenpeace beweert dat KFC stukken van het Amazoneregenwoud kapot maakt voor hun restaurant. De organisatie maakte ook een plaatje van Colonel Sanders met een kettingzaag in zijn hand.
- Stichting Wakker Dier startte in 2012 een actie tegen plofkip, waarin ze verschillende merken willen overtuigen dat ze geen plofkip meer mogen gebruiken, en ook KFC is een van die merken. Wakker Dier beweert dat KFC plofkip gebruikt in hun kipproducten, en probeert ze over te halen hiermee te stoppen. Dit doen ze met een filmpje, waarin gezegd wordt: "Ontplof de KFC bucket".

### Kristallnacht-aanbieding
In november 2022 kregen Duitse KFC-klanten een notificatie van de keten op hun telefoon met de aansporing krokante kip te bestellen in het kader van de 'viering' van Kristallnacht, de nacht in 1938 waarop in nazi-Duitsland Joden werden aangevallen en hun bezittingen werden vernield. KFC verklaarde automatische pushberichten te versturen gebaseerd op bijzondere gebeurtenissen van verschillende landen, waarbij in dit geval het "beoordelingsproces" niet goed was gevolgd.

## Foto's van vestigingen

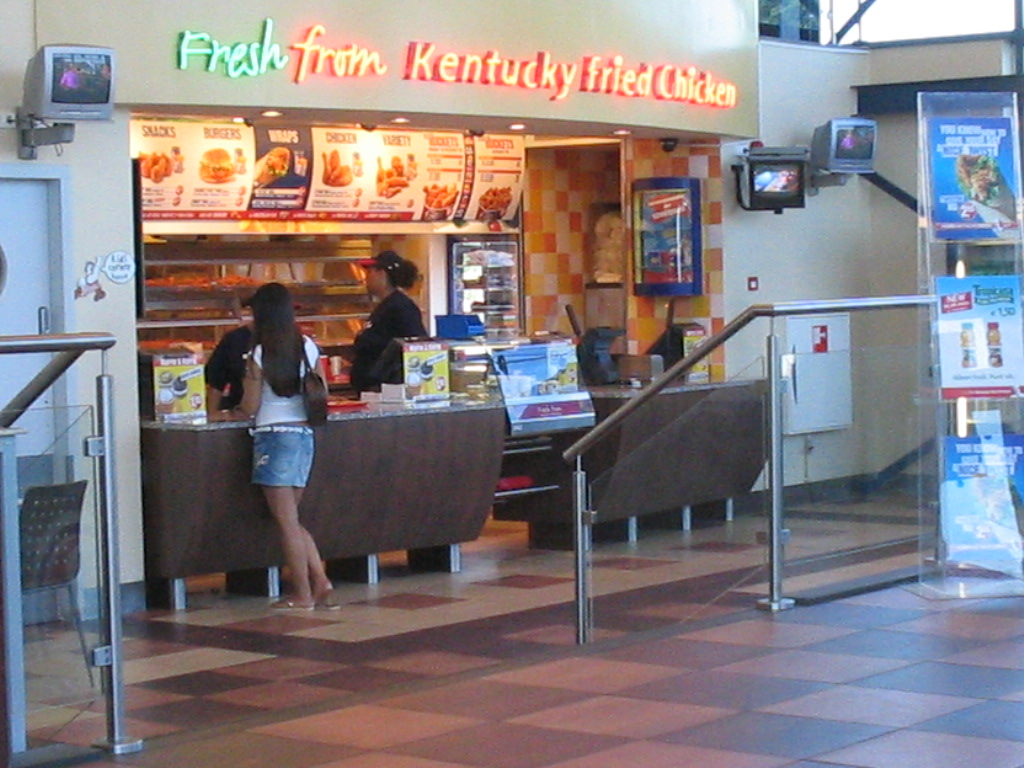
KFC langs de A4 in Hoofddorp.
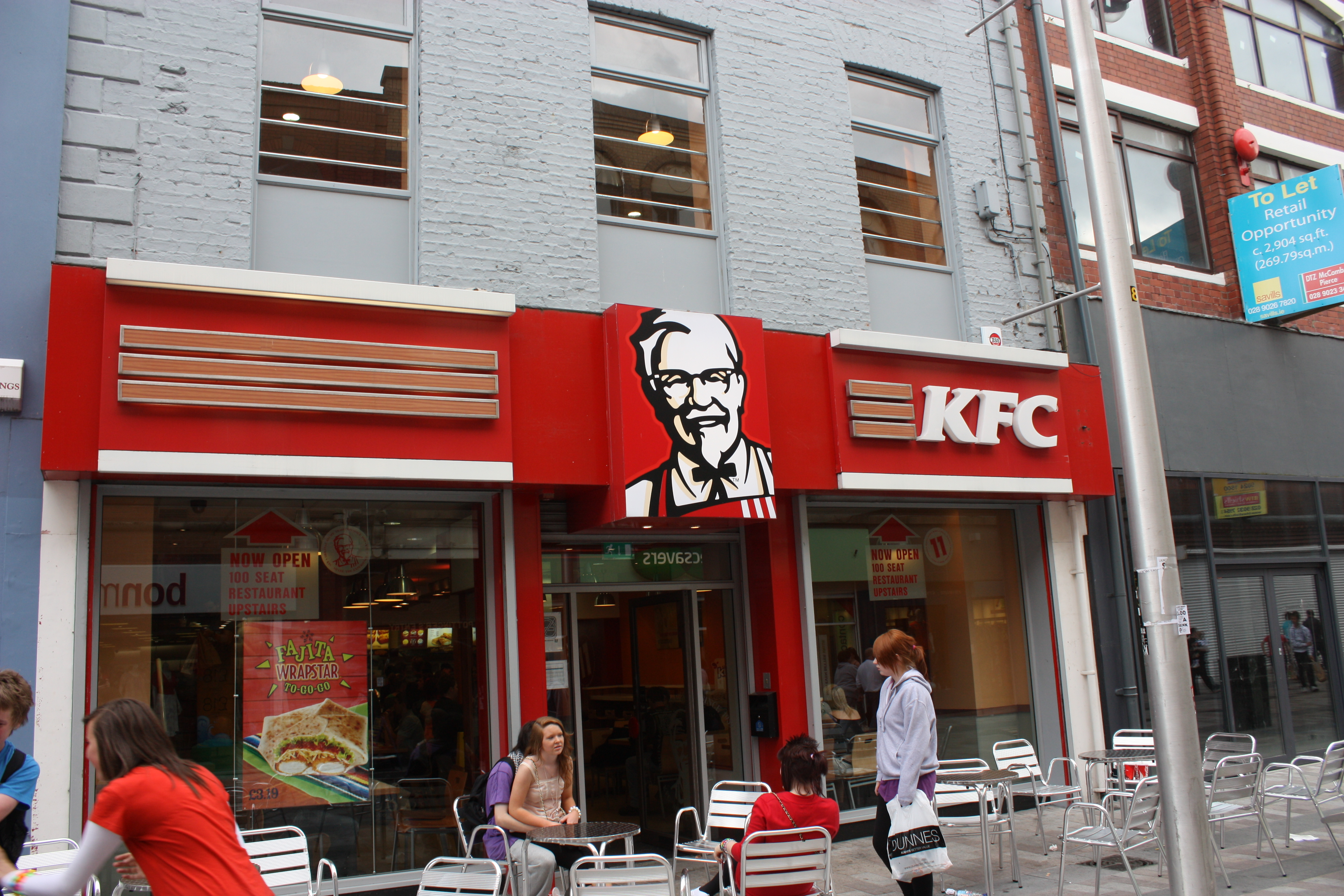
Een KFC in Belfast, Verenigd Koninkrijk.
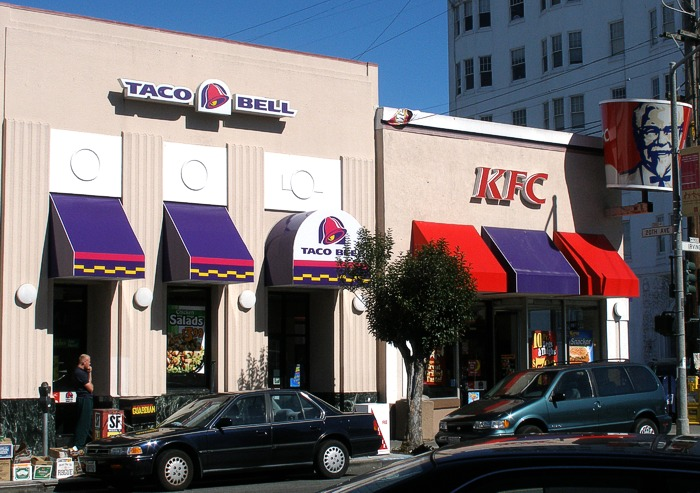
KFC en Taco Bell in de Verenigde Staten.
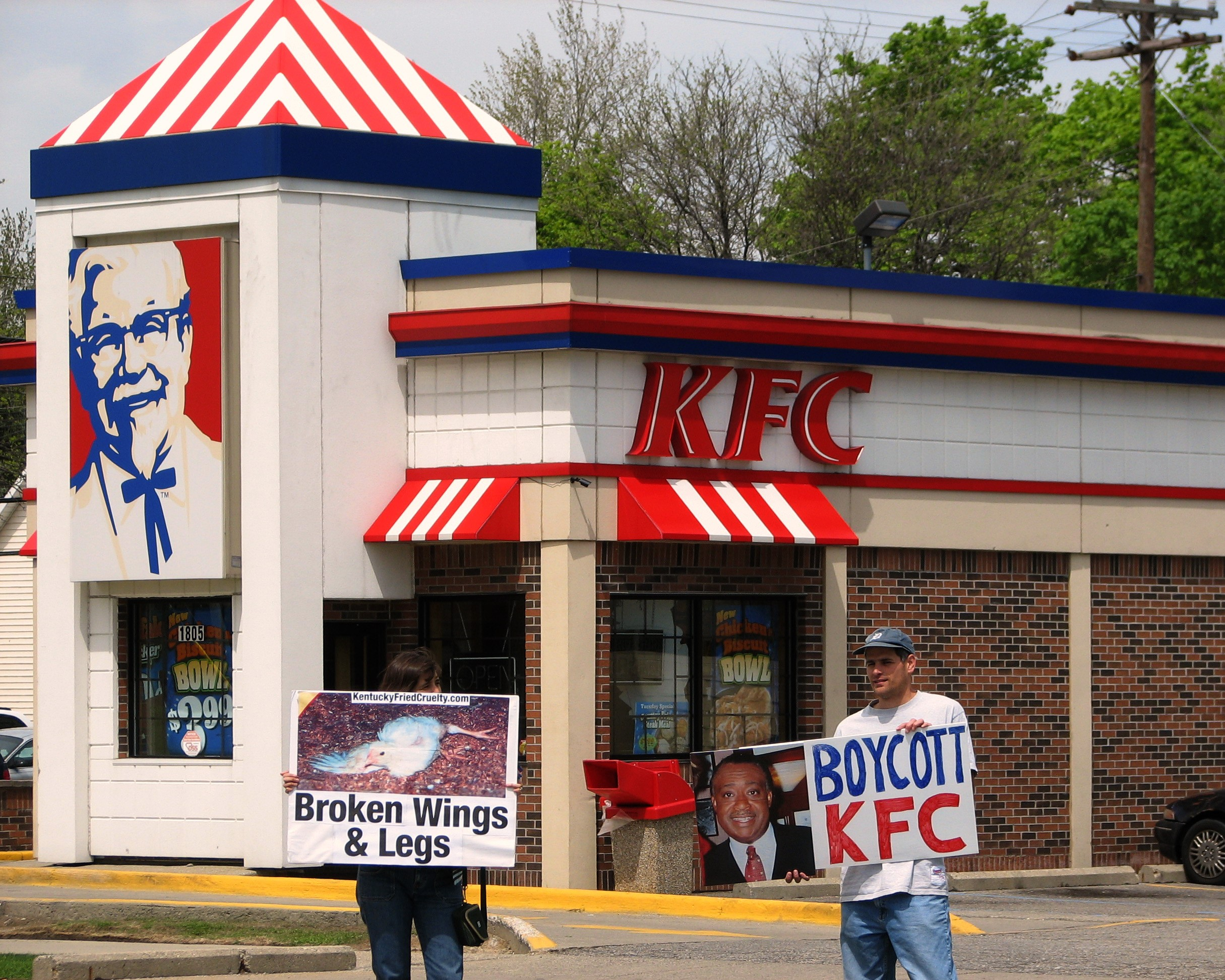
Demonstranten in de VS roepen op KFC te boycotten.
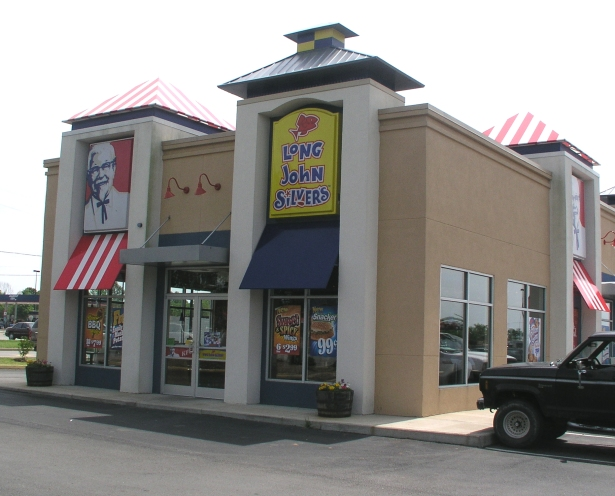
KFC en Long John Silver's in de VS.
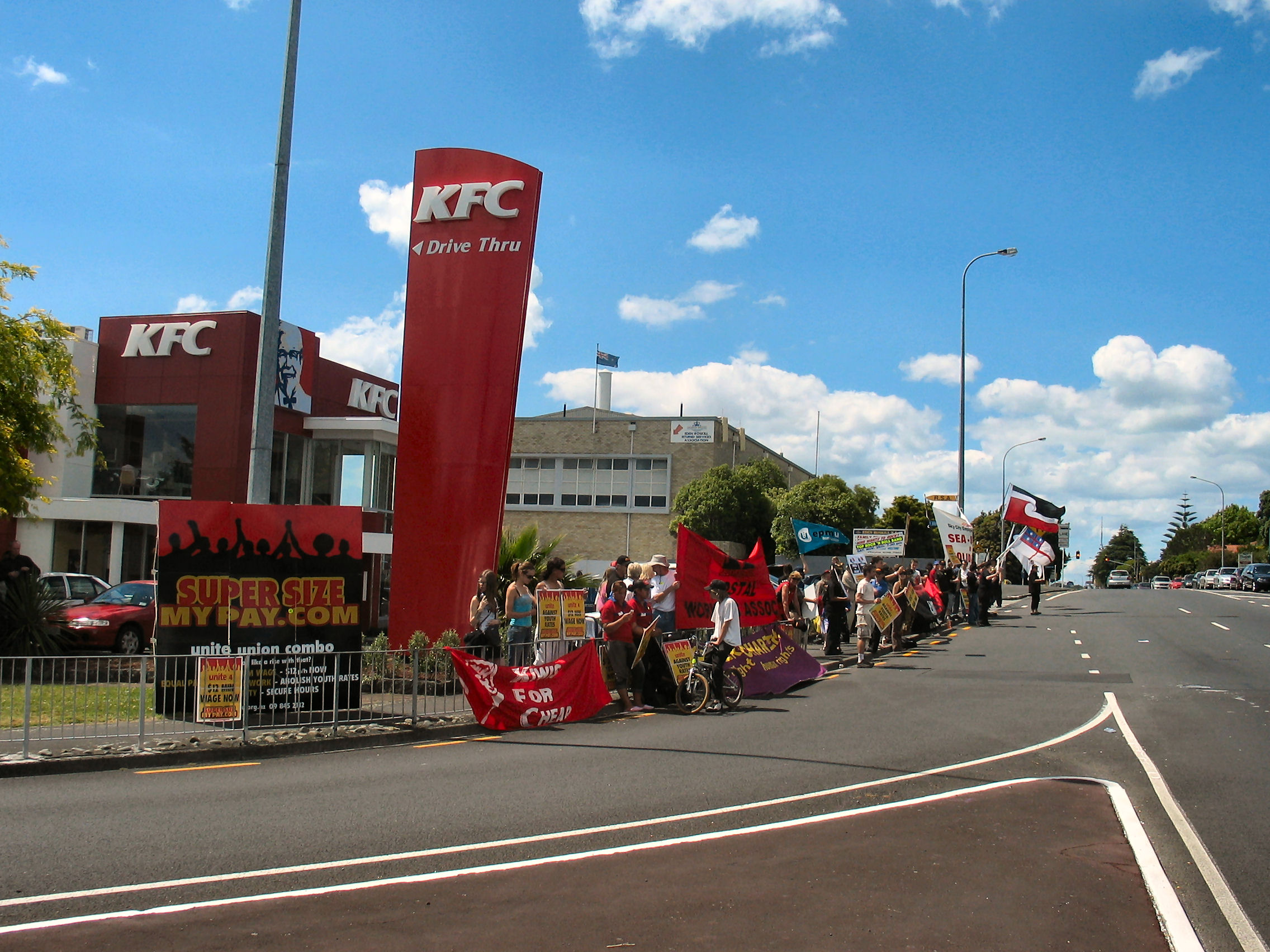
KFC in Auckland, Nieuw-Zeeland.
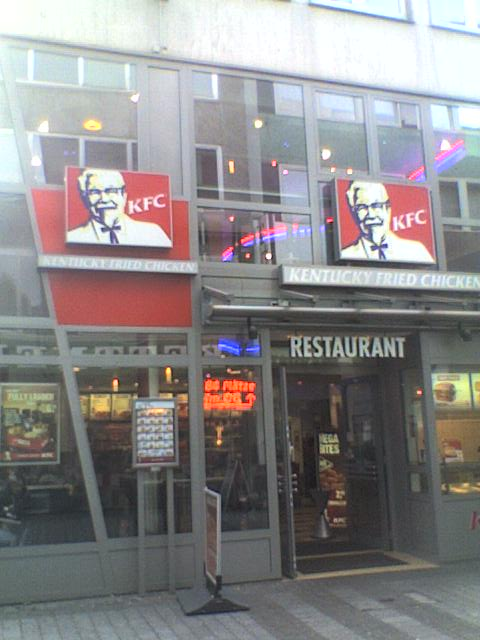
KFC in Keulen, Duitsland.
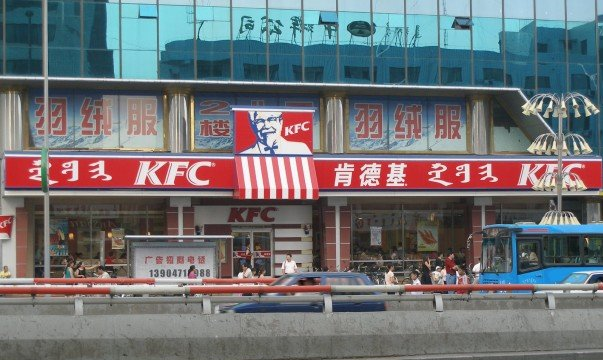
KFC in Hohhot, China.
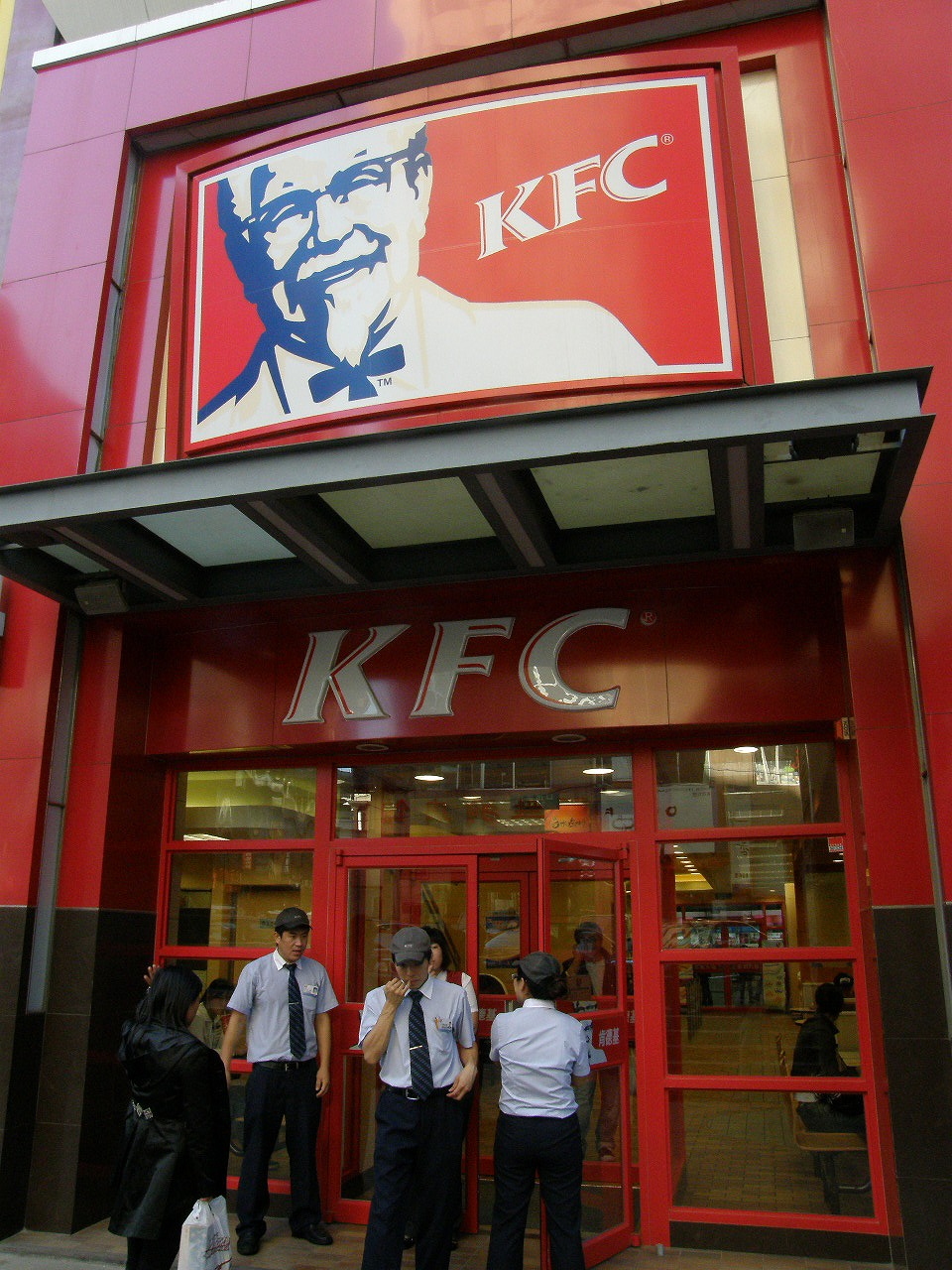
KFC in China.
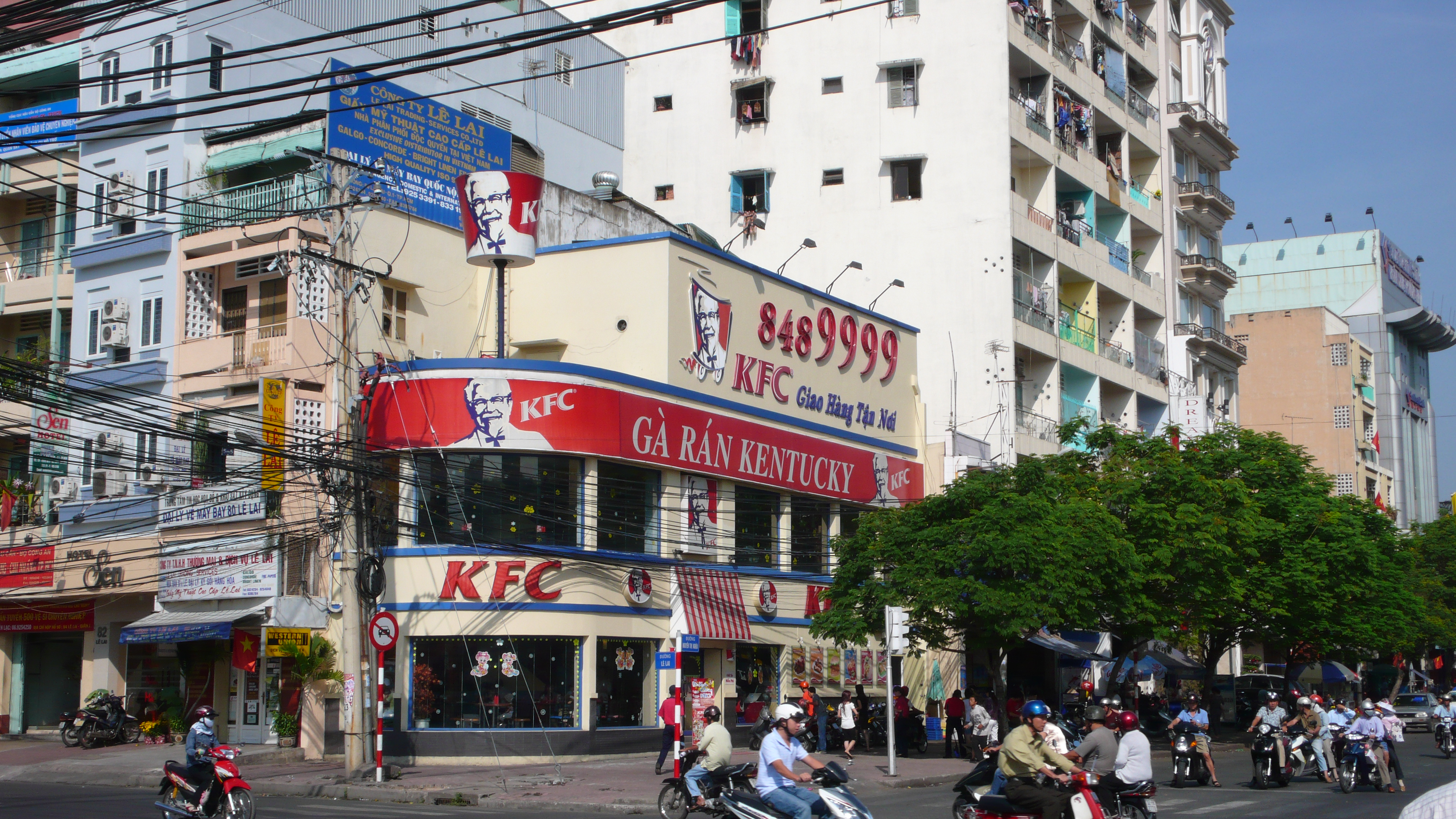
KFC in Ho Chi Minhstad, Vietnam.
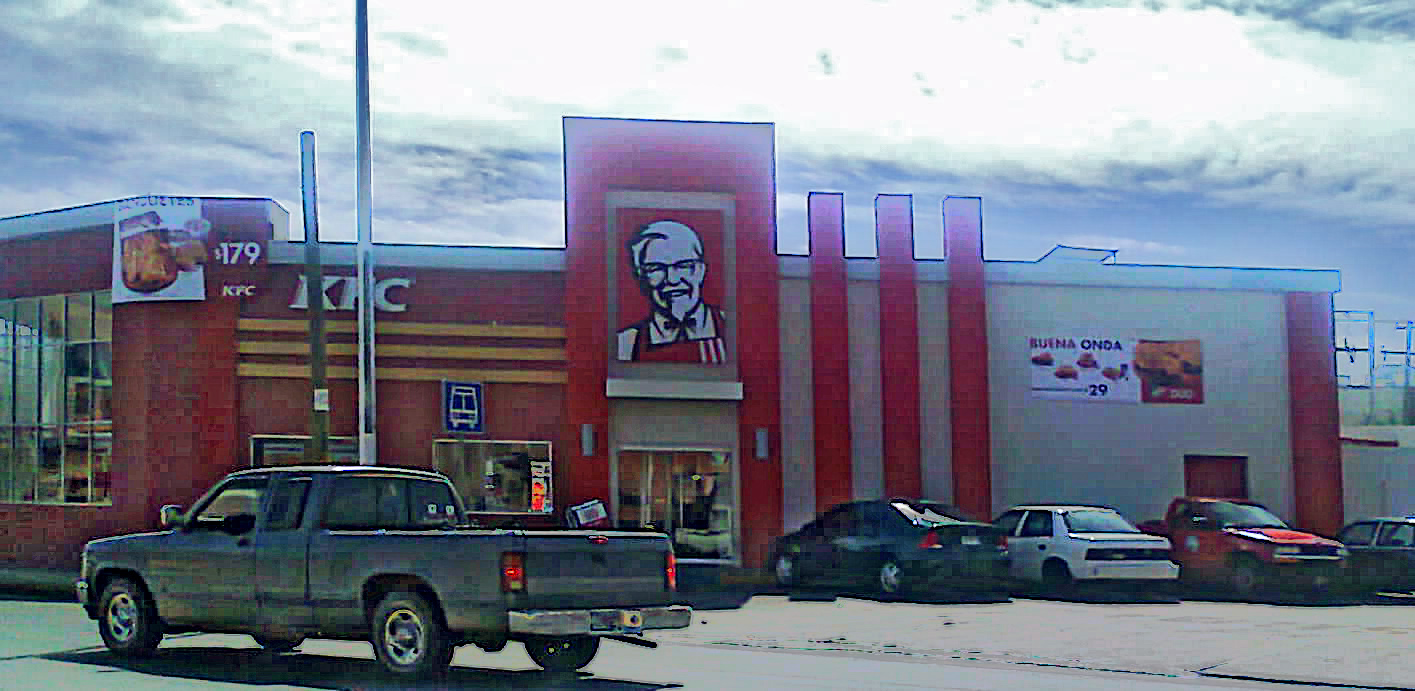
KFC in Torreón, Mexico.
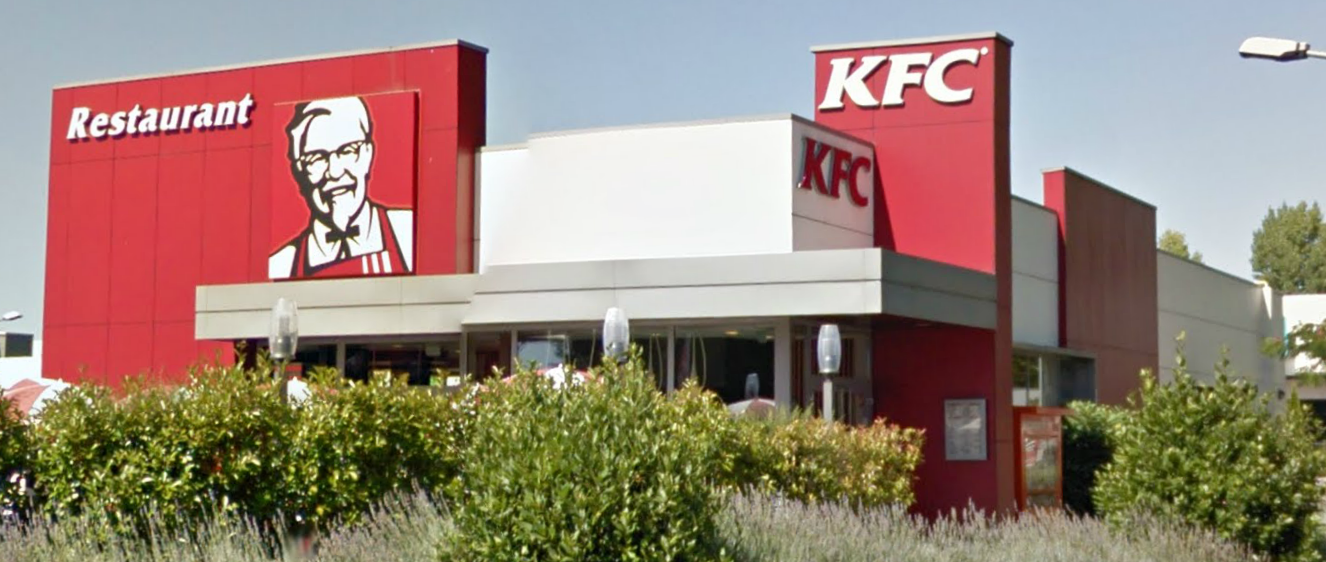
KFC in Tours, Frankrijk.

## Slagzinnen
KFC heeft in de loop der tijd verschillende slagzinnen gebruikt, waaronder:
- Follow your taste (Volg je smaak) (2006-2010)
- It's finger lickin' good (Om je vingers bij af te likken) (2006-heden)
- So good (Zo goed) (2010-heden)
- Life tastes great (Leven smaakt goed)
- We know what to do with chicken (We weten wat te doen met kip)
- We do chicken right! (We doen kippen op de juiste manier)
- There's fast food, then there's KFC (Er is fastfood, dan is er KFC)